# Teen Choice Awards

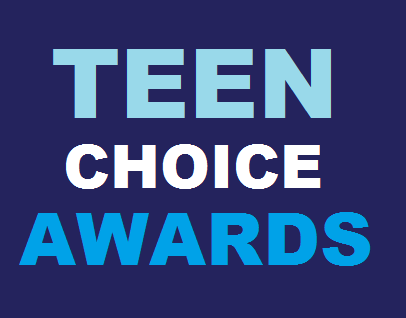
Logo

De Teen Choice Awards is een  groep Amerikaanse prijzen voor onder andere film en televisie die FOX (Verenigde Staten) en Global TV (Canada) jaarlijks uitreiken. 

## Achtergrond
Bob Bain en Michael Burg kwamen met het idee voor de prijs. Zij wilden een prijs maken waarbij een jong publiek, zij het iets ouder dan dat van de Nickelodeon Kids' Choice Awards, mocht kiezen wie die won. 
De prijzen dienen ter beloning van de grootste prestaties dat jaar in muziek, sport, film en televisie. De winnaars worden gekozen door tieners in de leeftijd 12-19 jaar. Bij de uitreikingsceremonie zijn doorgaans beroemdheden en artiesten aanwezig.

## Categorieën

### Films
- Choice Movie: Action Adventure
- Choice Movie: Comedy
- Choice Movie: Drama
- Choice Movie: Horror/Thriller
- Choice Movie Actor: Action Adventure
- Choice Movie Actress: Action Adventure
- Choice Movie Actor: Comedy
- Choice Movie Actress: Comedy
- Choice Movie Actor: Drama
- Choice Movie Actress: Drama
- Choice Movie Actor: Horror/Thiller
- Choice Movie Actress: Horror/Thiller
- Choice Movie: Chemistry
- Choice Movie: Liplock
- Choice Movie: Villain
- Choice Movie: Breakout Male
- Choice Movie: Breakout Female

### Televisie
- Choice TV Show: Drama
- Choice TV Show: Comedy
- Choice TV Show: Animation
- Choice TV Show: Reality/Variety
- Choice TV Actor: Drama
- Choice TV Actress: Drama
- Choice TV Actor: Comedy
- Choice TV Actress: Comedy
- Choice TV: Male Reality/Variety Star
- Choice TV: Female Reality/Variety Star
- Choice TV: Personality
- Choice TV: Villain
- Choice TV: Movie
- Choice TV: Breakout Show

### Doe iets
- Choice Do Something

Deze prijs is voor jonge mensen die een probleem in de wereld hebben aangepakt. Alle genomineerden krijgen 10.000 dollar, en de winnaar 100.000 dollar. 

### Muziek
- Choice Music: Rap Artist
- Choice Music: R&B Artist
- Choice Music: Rock Group
- Choice Music: Male Artist
- Choice Music: Female Artist
- Choice Music: Rap/Hip-Hop Track
- Choice Music: R&B Track
- Choice Music: Rock Track
- Choice Music: Love Song
- Choice Music: Single
- Choice Music: Breakout Artist - Male
- Choice Music: Breakout Artist - Female
- Choice Music: Breakout Group

### Sport
- Choice Male Athlete
- Choice Female Athlete
- Choice Action Sports Female
- Choice Action Sports Male

### Zomercategorieën
- Choice Summer Movie - Drama/Action Adventure
- Choice Summer Movie - Comedy/Musical
- Choice Summer TV Show
- Choice Summer Artist
- Choice Summer Song

### Niet-traditionele categorieën
- 2007 - Choice Movie: Hissy Fit
- 2007 - Choice Movie: Dance
- 2007 - Choice